# Quake
Quake er et 3-D-skydespil udgivet af id Software den 31. maj 1996. Det er det første spil i udgiverens Quake-serie.
Spillet var det første, hvor man brugte tredimensionelle modeller til spillere og modstandere i stedet for flade sprites. Banerne man løber rundt i er også 100% tredimensionelle – ikke som i tidligere spil 2-D tilnærmet 3-D.
Quake udmærkede sig specielt ved, at man kunne udvikle nye funktioner i spillet med det indbyggede programmeringssprog QuakeC.